# 群馬県立渡良瀬特別支援学校
群馬県立渡良瀬特別支援学校（ぐんまけんりつ わたらせとくべつしえんがっこう）は、群馬県みどり市笠懸町鹿にある公立特別支援学校。

## 設置学部
- 小学部
- 中学部
- 高等部

## 沿革
- 1979年（昭和54年）4月1日 - 群馬県立渡良瀬養護学校として開校
- 1992年（平成4年）4月1日 - 高等部開設
- 1998年（平成10年）4月1日 - しろがね分校開校
- 2015年 (平成27年) 4月1日 - 群馬県立渡良瀬特別支援学校に校名変更